# Гердзе
Гердзе (тиб. སྒེར་རྩེ་རྫོང་, Вайли: sger rtse rdzong, кит. упр. 改则县, пиньинь Gǎizé xiàn) — уезд в округе Нгари, Тибетский автономный район, КНР.

## История
Уезд Гердзе был образован в 1960 году. В 1970 году из него был выделен уезд Цочен.

## Административное деление
Уезд разделён на 1 посёлок и 6 волостей:
- Посёлок Гердзе (改则镇)
- Волость Мами (麻米乡)
- Волость Дунцо (洞措乡)
- Волость Чабу (察布乡)
- Волость Ума (物玛乡)
- Волость Сяньцянь (先遣乡)
- Волость Гуму (古姆乡)